# Хајланд Сити (Флорида)
Хајланд Сити (енгл. Highland City) насељено је место без административног статуса у америчкој савезној држави Флорида.

## Демографија
По попису из 2010. године број становника је 10.834, што је 8.783 (428,2%) становника више него 2000. године.
| Група             | 2000.         | 2010.         |
| Белци             | 1.552 (75,7%) | 7.828 (72,3%) |
| Афроамериканци    | 210 (10,2%)   | 1.024 (9,5%)  |
| Азијати           | 20 (1,0%)     | 457 (4,2%)    |
| Хиспаноамериканци | 269 (13,1%)   | 1.377 (12,7%) |
| Укупно            | 2.051         | 10.834        |